# بوريس بوليفوي
بوريس نيكولاي بوليفوي (بالروسية: Бори́с Никола́евич Полево́й)‏ (17 مارس 1908 - 12 يوليو 1981) هو كاتب وصحفي سوفيتي معروف.

## عن حياته
ولد بوليفوي في 17 آذار (مارس) 1908 وتوفي في 12 تموز (يوليو) 1981. وهو أحد أشهر كتّاب الاتحاد السوفيتي. وهو مؤلف رواية قصة إنسان حقيقي التي تتحدث عن الطيار الروسي المقاتل «ألكسي بيتروفيتش مارسييف» أثناء الحرب العالمية الثانية.
بوريس بوليفوي هو الاسم المستعار لبوريس نيكولايفيتش كامبوف المولود في موسكو عام 1908. والده الطبيب اليهودي «نيكولاي بيتروفيتش ووالدته ليديا كامبوف. تخرج من كلية» تفير الصناعية التقنية (تغير اسمها فيما بعد ليصبح «كلية كالينين الصناعية».
تزوج بوليفوي من يوليا أسيبوفنا عام 1939؛ كان لهما ابنين وابنة.

## عمله
قبل أن يبدأ مهنته ككاتب، عمل بوريس تقنياً في مصنع نسيج في كالينين. وعندما بدأ العمل في الصحافة عام 1928، ظهرت بوادر إبداعه، لذا اختار مكسيم غوركي أن يرعاه.
أما اسمه المستعار، فله عدة تفسيرات حسب الترجمات الحرفية. يعتقد أنه اختار اسم «بوليفوي» تكريماً لـ «نيكولاي بوليفوي» الكاتب والمحرر الروسي من القرن التاسع عشر، الذي اشتهر بكتابة الروايات التاريخية المبنية على الحقائق.
كتب دون هيديشيمير في «مجلة المراجع التاريخية»: برع بوليفوي في تصوير وحشية الألمان بقدر ما برع في تمجيد البطولات السوفيتية. نشرت له العديد من الكتابات حول الحرب في العديد من الصحف السوفيتية ذات التأثير الكبير في المجتمع. وكان لهذه الكتابات تأثير كبير في السلوك السوفيتي فضلاً عما تضمنته من دعاية لروسيا.
ربما يكون أفضل ما عُرف عن بوليفوي تلك التقارير التي كتبها عن الفظائع التي جرت في معسكر أوشفيتز بيركينو بعد تحريره، وقد نشرت أول الأول في صحيفة برافدا. وقد تميزت تقاريره عن تقارير غيره بالدقة، بما في ذلك وصف الحزام الناقل الذي قتل عليه السجناء بالكهرباء أولاً، ثم نقلت جثثهم إلى الفرن.
بدأ بوليفوي كتابة التقارير الصحفية لصحيفة البرافدا عام 1939 أو ربما كان ذلك عام 1941. في ذلك الوقت، كان لا يزال يخدم في الجيش الأحمر برتبة عقيد. وتابع عمله مراسلاً حربياً للصحيفة حتى عام 1945.
شغل بوليفوي منصب نائب مجلس السوفيت الأعلى في روسيا الاتحادية الاشتراكية السوفيتية في الفترة من 1951-1966. كما كان عضواً في الحزب الشيوعي السوفيتي منذ 1940 وحتى وفاته.
عمل رئيس تحرير مجلة «يونوست» الأدبية للشباب منذ 1962 وحتى وفاته، وعضو مجلس إدارة اتحاد الصحفيين السوفيت منذ 1959. عمل أيضاً في لجنة السلام السوفيتية ومكتب مجلس السلام العالمي.

## قصة إنسان حقيقي
تحكي رواية «قصة إنسان حقيقي» عن حياة «ألكسي ميرسييف»، وقد نالت شهرة شعبية على نطاق واسع. حولت الرواية إلى أوبرا. ونشرت باللغة الإنجليزية عام 1952، ثم أعيدت طباعتها عام 1970. هذا وقد بلغ تأثيرها حد تكريم البطل بإطلاق اسمه على أحد الكويكبات "2173 Maresjev".
تبادل بوليفوي وعلى مدار سنوات سلسلة من الرسائل مع هوراد فاست الكاتب الأمريكي عضو الحزب الاشتراكي ومؤلف «سبارتاكوس»، وقد التقيا لفترة وجيزة. حاول فاست التواصل مع بوليفوي عندما قرر الانسحاب من الحزب، لكنه لم يلق تجاوباً من بوليفوي. لذا نشر فاست رسائله للعموم فكان نتيجة ذلك أن استجاب بوليفوي له. هذا ولا تزال أسباب عدم استجابة بوليفوي غير واضحة وغير معروفة.
ساهمت كتبه ومقالاته وتعليقاته السياسية في زيادة في زيادة عدد قرّائه حول العالم قبل نهاية الحرب. وحاز لقب «بطل العمل الاشتراكي» وحصل على جائزة الدولة السوفيتية للأدب، وميدالية النجمة الحمراء والميدالية الذهبية من مجلس السلم العالمي.

## أعمال مختارة
- قصة إنسان حقيقي (Повесть о настоящем человеке, 1947)
- ذهب (Золото, 1950)
- ورشة عمل حارة (Горячий цех, 1940)
- من بلغورود إلى كارابات. من مذكرات مراسل حرب سوفيتي (От Белгорода до Карпат, 1945).
- نحن شعب الاتحاد السوفيتي (Мы советские люди, 1948). قصص قصيرة.
- عاد (Вернулся, 1949).
- المعاصرون (Современники, 1952)
- يوميات أمريكي (Американские дневники, 1956)
- على الشاطيء البري (На диком бреге, 1962)
- 'في الهجوم الكبير (В большом наступлении, 1967)
- دكتور فيرا (Доктор Вера, 1967)
- أعمال مختارة (Избранные произведения, in two volumes, 1969)
- مبدعو البحار (Создатели морей, 1975)
- بعد 30 سنة (Тридцать лет спустя, 1975

## روابط خارجية
- بوريس بوليفوي على موقع أرشيف الشارخ.
- بوريس بوليفوي على موقع IMDb (الإنجليزية)
- بوريس بوليفوي على موقع قاعدة بيانات الفيلم (الإنجليزية)
- قصة إنسان حقيقي في أرشيف الإنترنت (نص كامل بالإنجليزية، ديجافو (صيغة ملفات))
- قبر بوليفوي
- أخبار موسكو http://english.mn.ru/english/issue.php?2003-9-8 نسخة محفوظة 4 يناير 2005 على موقع واي باك مشين.
- مكتبة موشكوف http://www.lib.ru/PROZA/POLEWOJ/